# Callopistria floridensis
Callopistria floridensis är en fjärilsart som beskrevs av Achille Guenée 1852. Callopistria floridensis ingår i släktet Callopistria och familjen nattflyn. Inga underarter finns listade i Catalogue of Life.

## Bildgalleri

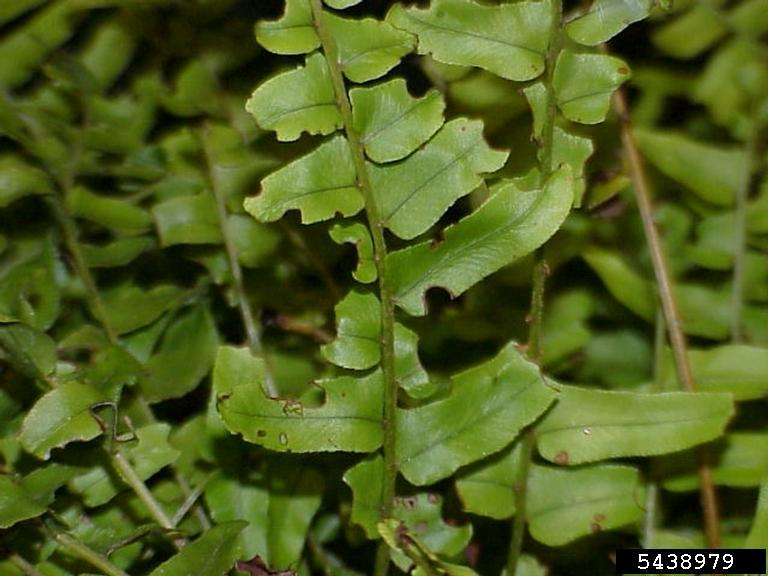
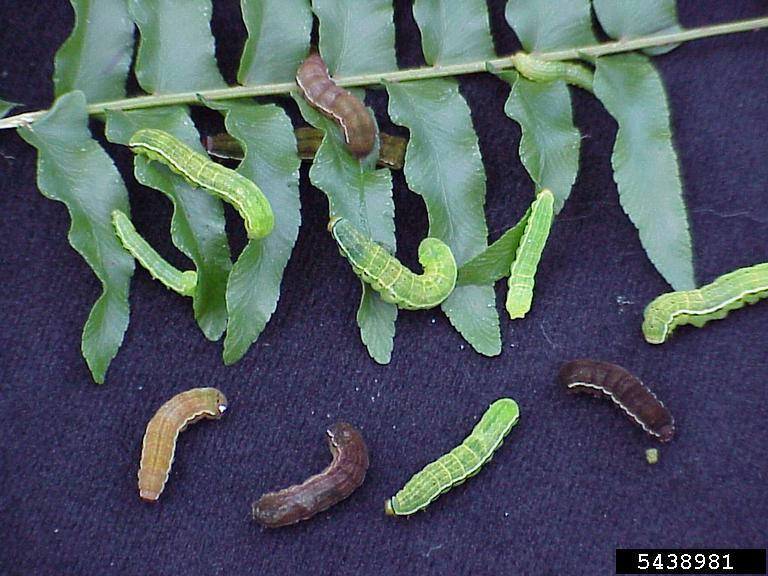